# ماریا لاگرتا
ماریا لاگرتا (انگلیسی: María LaGuerta) یک شخصیت خیالی در سریال تلویزیونی دکستر محصول شبکه شوتایم است. این شخصیت توسط لورین ولز در سریال اصلی به تصویر کشیده شده است. او در سریال نقش ستوان را در بخش قتل پلیس میامی دارد. در حالی که ماریا لاگوئرتا در ابتدا به عنوان یک شخصیت اصلی به تصویر کشیده می‌شد که به عنوان افسر برتر شخصیت‌های اصلی دکستر و دبرا مورگان عمل می‌کند، در فصل ۷ به یکی از آنتاگونیست‌های اصلی تبدیل می‌شود. او بابت این نقش نامزد جایزه انجمن بازیگران فیلم برای بهترین اجرای گروه بازیگران در مجموعه درام شد.

## دربارهٔ شخصیت
فصل اول در ابتدای سریال، لاگوئرتا به عنوان یک زن مصمم و جاه‌طلب با استعداد قوی برای مانور سیاسی و انجام وظایف وظایف پلیس به تصویر کشیده می‌شود. او خصومت عمیقی با دبرا، خواهر دکستر مورگان دارد، اما با خود دکستر مشکلی ندارد. در پایان فصل اول، کاپیتان تام متیوز، مافوق او، او را به دلیل ناتوانی در دستگیری قاتل کامیون یخی از مقام خود برکنار می‌کند. در قسمت‌های اولیه فصل دوم، لاگوئرتا با تنزل رتبه خود و نارضایتی از جایگزینش، ازمی پاسکال، دست و پنجه نرم می‌کند. برای تلافی، او وارد یک رابطه عاشقانه با نامزد پاسکال، برتراند می‌شود که به پارانویا و بی‌ثباتی فزاینده پاسکال دامن می‌زند. از آنجایی که رفتار پاسکال به‌طور فزاینده ای نامنظم می‌شود، کاپیتان متیوز مجبور می‌شود او را از موقعیت خود برکنار کند و لاگوئرتا را دوباره به کارش بازگرداند. هنگامی که دوست، شریک و معشوقه سابق او، جیمز دوکز، مظنون اصلی پرونده قصاب خلیج هاربر شناخته می‌شود، لاگوئرتا تلاش می‌کند تا او را تبرئه کند. او اطلاعاتی را از یک منبع مشکوک در مورد مأموریت نیروهای ویژه که توسط دوکز انجام شده است، دریافت می‌کند، که همزمان با مرگ دو قربانی قصاب لنگرگاه هاربر است. در پایان فصل، دوکز و فروشنده مواد مخدر خوزه گارزا در یک انفجار کشته می‌شوند که منجر به بسته شدن پرونده می‌شود.
در ابتدای فصل چهارم، مشخص شد که لاگوئرتا درگیر یک رابطه عاشقانه با کارآگاه آنجل باتیستا است. آنها تصمیم می گیرند که رابطه خود را از همکاران خود در بخش قتل پنهان نگه دارند، به جز دکستر، که هم باتیستا و هم لاگوئرتا به او اعتماد دارند. در فصل آخر لاگوئرتا مصمم به دستگیری دکستر است، به خصوص پس از یافتن شواهدی که او و دبرا را به صحنه مرگ مارشال مرتبط می‌کند. با افزایش تنش‌ها، دکستر به این نتیجه می‌رسد که تنها راه حل این است که لاگوئرتا را بکشد. او استرادا را می‌رباید و می‌کشد، سپس لاگوئرتا را به محض ورودش بیهوش می‌کند. نقشه او این است که صحنه را دستکاری کند تا اینطور به نظر برسد که لاگوئرتا و استرادا یکدیگر را کشته‌اند. با این حال، دبرا حرف او را قطع می‌کند و برای جان لاگوئرتا شفاعت می‌کند. لاگوئرتا از دبرا می‌خواهد که دکستر را بکشد و برتری اخلاقی خود را نشان دهد. دکستر تسلیم شده و سلاحش را رها کرد. دبرا با گریه به قفسه سینه لاگوئرتای غافلگیر شده شلیک می‌کند که در نهایت منجر به مرگ او می‌شود.